# 沸腾

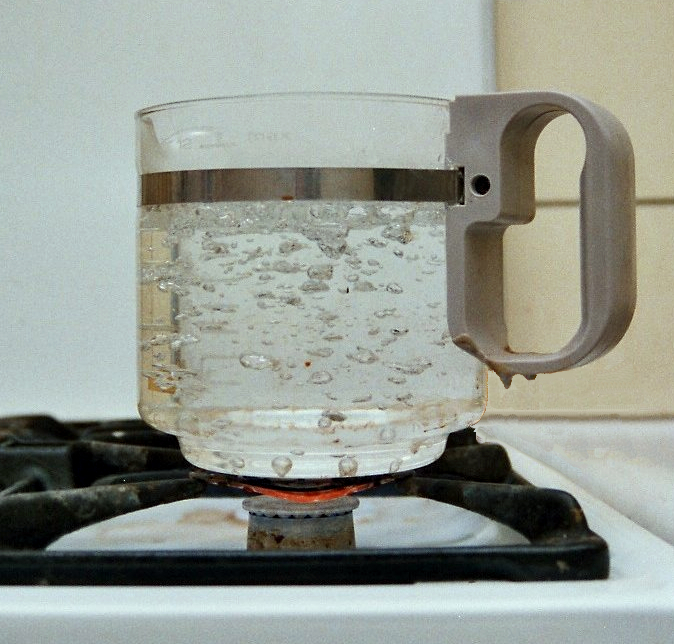
水的沸腾

沸腾是在液体表面和内部同时发生的剧烈汽化现象。是物质从液态转变为气态的两种相变方式之一，另一种是蒸发。

## 与蒸发的不同
- 沸腾是一种剧烈的转变，蒸发则是一种和缓的相变。
- 若在非均值(non-homogeneous)加熱表面，沸腾发生在液体與加熱表面的交界面，但是蒸发不論在非均值(non-homogeneous)或均值(homogeneous)皆只发生在液体與氣體的交界面。[1]
- 在固定飽和壓力下和非均值加熱表面，沸腾发生在一定的温度下（沸点），但是蒸发现象存在于任何温度下。[1]

## 沸腾发生的条件
当液体上方的气压等于液体的饱和蒸汽压时，液体就会开始沸腾。如果分别以温度和气压作为变量，可以从两个角度解释这一条件：
- 在外界环境气压一定时，持续加热液体会使得液体的饱和蒸气压不断升高，当加热至沸点时，液体的饱和蒸气压等于外界气压，继续加热，液体开始沸腾。
- 当液体温度一定时，外界气压如果持续降低，最终降至液体饱和蒸气压以下时，液体也会发生沸腾。

## 沸騰現象
流體在固體表面受熱產生之沸騰現象，可分為核沸騰、過渡區沸騰及膜沸騰三部份。